# Wing (film)
 For alternative betydninger, se Wing. (Se også artikler, som begynder med Wing)
Wing er en dansk kortfilm fra 2012 instrueret af Asger Grevil, Mette Vestergaard Madsen, Michael Bech og Jonas Kirkegaard.

## Handling
Et ensomt, en-vinget væsen forsøger at overleve i en dyster skov, hvor han hjemsøges af dæmoniske krager. Efter et særligt voldsomt krageangreb beslutter han sig for at flygte fra skoven.